# NGC 6555
NGC 6555 (również PGC 61432 lub UGC 11121) – galaktyka spiralna z poprzeczką (SBc), znajdująca się w gwiazdozbiorze Herkulesa. Odkrył ją William Herschel 29 czerwca 1799 roku.